# アルトゥン・ハ

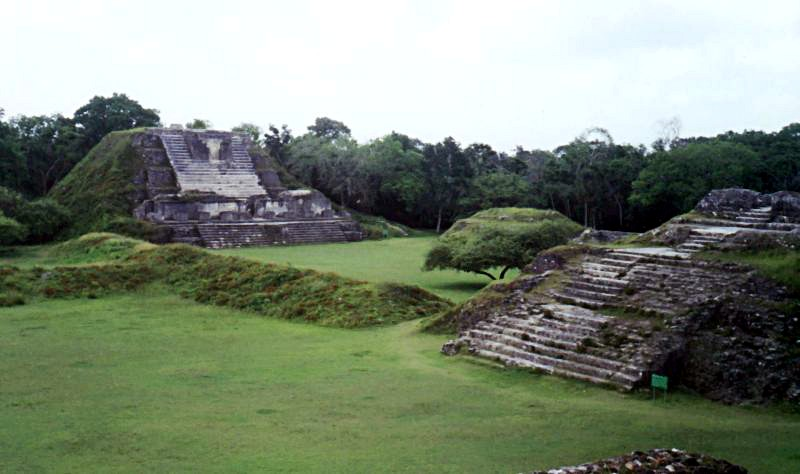
アルトゥン・ハ、PlazaBを囲む神殿群

アルトゥン・ハ (Altun Ha) は、ベリーズのベリーズ郡にある古典期マヤの遺跡。ベリーズシティの北50kmに位置する。カナダの王立オンタリオ博物館 (Royal Ontario Museum) の考古学者ペンダーガスト (Pendergast, David M.) によって1964年から1970年にかけて調査された。
調査後、tombF8-1の出土遺物について、テオティワカンのミッカオトリ期（2世紀）の遺物との類似性を指摘され、メソアメリカにおける古典期のテオティワカンの勢力の拡大と当時の交易路について問題を投げかけたことでも知られる。ただし、1977年に時期が下るのでは、という指摘がなされ、1990年に公刊された発掘報告書では、3世紀中葉から後半（西暦250年 - 275年）に修正された。
275の建造物が確認されているとされるが、なかでも五つのピラミッドが大きく、そのうち「太陽神の神殿」では1968年に翡翠製の太陽神の頭部像が確認された。7世紀に全盛を迎え、海上交易で繁栄したと考えられている。